# Si me miran tus ojos
Si me miran tus ojos (en inglés: If your eyes look at me)  es una telenovela venezolana realizada por Sony Pictures Television International y Laura Visconti Producciones para Sony Entertainment Television y Venevisión Internacional entre los años 2009 y 2010. Escrita originalmente por Pablo Serra y Erika Johanson.
Protagonizada por Zair Montes y Carlos Guillermo Haydon, y con las participaciones antagónicas de Jullye Giliberti, Maykel Vizcaya y Julie Restifo. Cuenta además con las actuaciones estelares de Tatiana Capote, Eduardo Serrano y Sherlene Guerra
Esta telenovela se estrenó primero en Paraguay antes que en Venezuela, en donde se estrenó a través del canal Venevisión el 6 de noviembre de 2012, y finalizó el 24 de junio de 2013 en el horario estelar de las 11p.m.

## Sinopsis
Mariana es una joven bella, noble y virgen se ve obligada a bailar en un club nocturno y Fernando, un joven la conoce así, creyendo que es una mujer de mala vida. 
Fernando arregla un falso matrimonio con ella solo por cumplir una condición de su tío para acceder a su herencia. Al inicio él no la ama, pero ella sí se enamora de él, logrando paulatinamente con su encanto su amor. 
Esta difícil relación, unida a una serie de intrigas por parte de los villanos contra Mariana, nos llevará hasta límites insospechados donde la constante será: muchas veces los corderos tienen pieles de lobos y los lobos pieles de cordero.

## Elenco
- Zair Montes - Mariana Márquez
- Carlos Guillermo Haydon - Fernando Salaverry
- Tatiana Capote - Amparito
- Eduardo Serrano - Ernesto Salaverry
- Esther Orjuela - Elvira
- Gigi Zanchetta - Alicia Guzmán
- Manuel Escolano - Felipe Salaverry
- Julie Restifo - Josefina Temple de Salaverry
- Reina Hinojosa - Natalia
- Alberto Alifa - David
- Virginia Urdaneta - Julia
- Elisa Stella - Isabel
- Maykel Vizcaya - Claudio Salaverry
- Abril Schreiber - Rita
- Miguel Augusto Rodríguez - Nicolás
- Jullye Giliberti - Samantha Salaverry
- Oswaldo Mago - Juan Carlos
- Gerardo Soto
- Alberto Rowinsky - Santini
- Jesús Cervó
- Alicia Hernández
- Saúl Marín - Waldo
- Belén Peláez- Milenka
- Daniela Navarro - Paty
- René Díaz
- Juan Carlos Adrianza †
- Sally De Rogatis - Silvana
- Mariana Magallanes - Carina
- Ángel Cueva
- Shakti Maal - Gaby

## Transmisión
Si me miran tus ojos fue adquirida por Venevisión en agosto de 2009 con la idea de transmitirla en el horario de las 10 p. m. en diciembre de 2009; pero debido a que contenía clase "C" y "D" (lenguaje no permitido en ese horario por orden de CONATEL), postergaron el estreno, para poder editarla, y transformarla a clase "B". 
Se reprogramó su estreno para febrero de 2010, sustituyendo así a Un esposo para Estela, pero en ese mes se anunció que el canal no transmitirla la telenovela, sin dar ninguna explicación, por esta razón la productora Laura Visconti decidió empezar a comercializar la producción en el exterior, siendo Telefuturo de Paraguay en 2010, la primera estación de televisión en el mundo que compra y estrena la telenovela fuera de Venezuela, logrando en ese país un gran éxito.
También fue estrenada en el 2011 en Perú y transmitida por las ondas de Frecuencia Latina HD en el horario de madrugada de 2:15 a. m. a 3:00 a. m. El capítulo final fue emitido el martes 27 de septiembre de 2011 en el horario ya antes mencionado. 
El 28 de octubre de 2012, Venevisión empieza a transmitir los promocionales para ser estrenada el 6 de noviembre de 2012 a las 11 p. m. al finalizar Corazón apasionado.